# Empire (stílus)

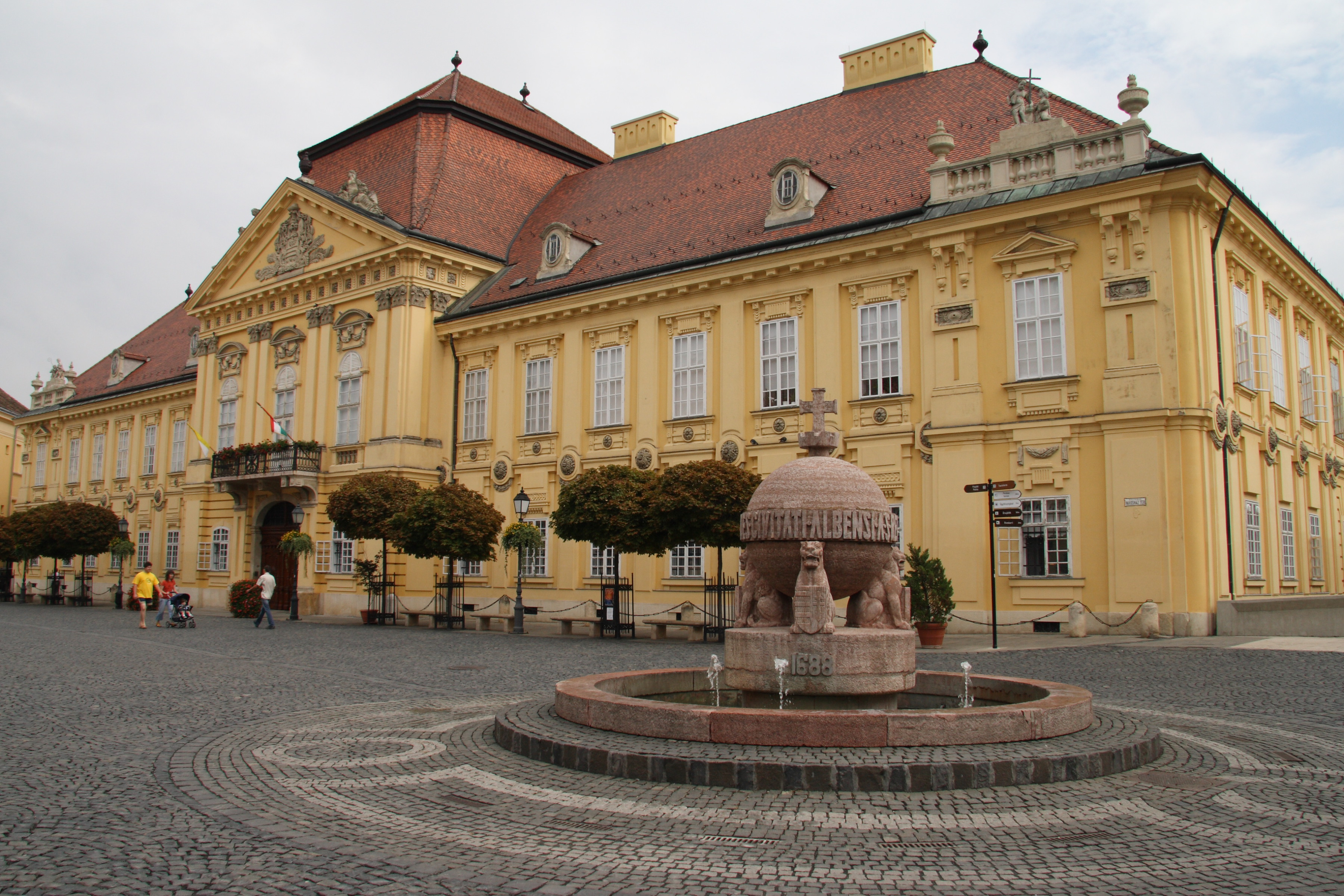
A székesfehérvári püspöki palota, előtte az Országalma. Az épület az empire szellemében épült, de a copf stílus jegyeit is magán hordozza

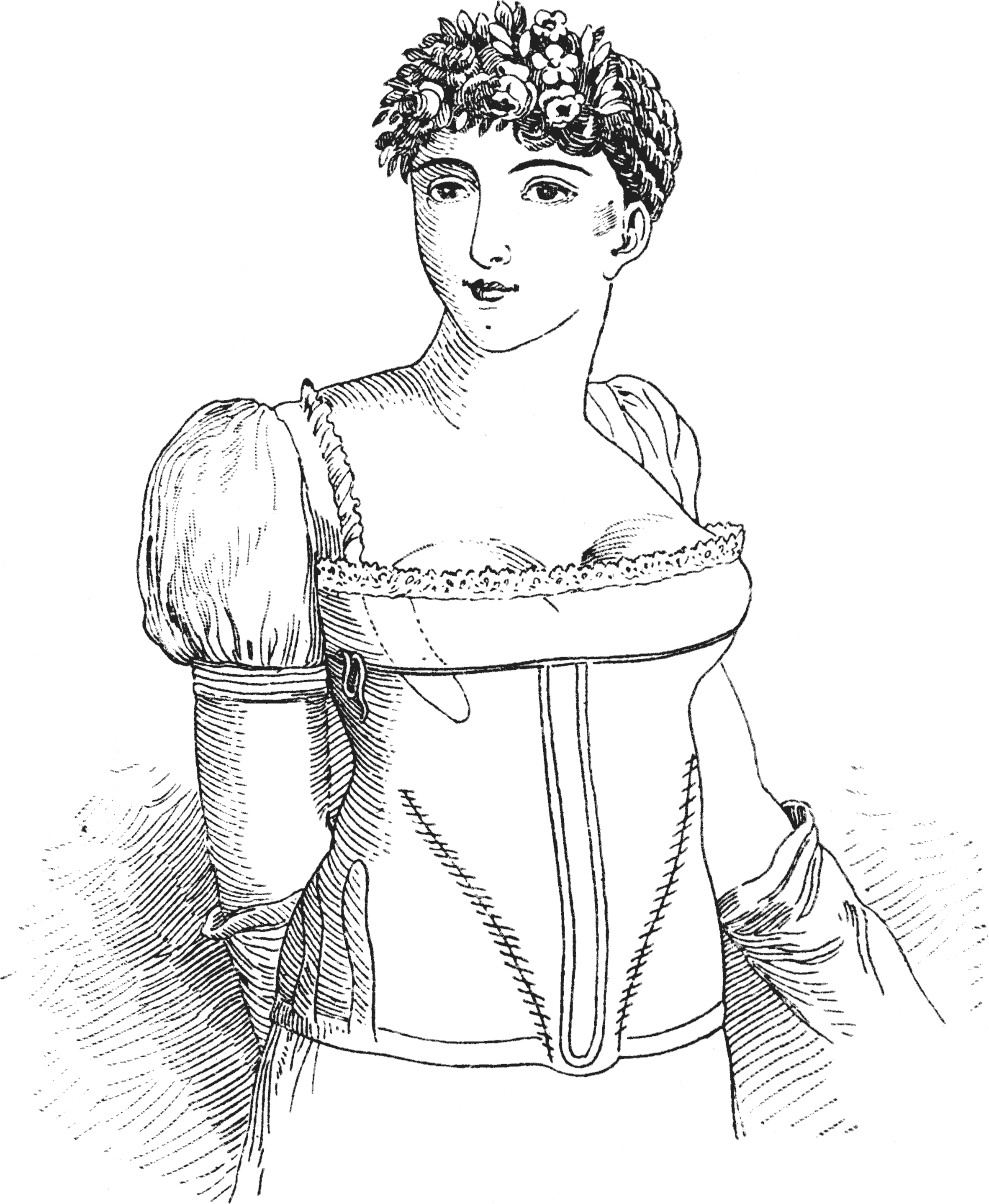
Ruhavonal és frizura, rajz 1810-ből

Az empire (kiejtés: ampír) stílus egy 19. század eleji tervezési irányzat az építészetben, a bútoriparban, a díszítőművészetekben és a vizuális művészetekben; a neoklasszicizmus második szakaszát képviseli. I. Napóleon császársága alatt fejlődött ki mint művészeti stílus, amely  a XVI. Lajos-stílust, illetve a Directoire-stílust követő stílus elnevezése. Franciaországból Európa nagy részére és az Egyesült Államokra is átterjedt.

## Története
Napóleon fel akarta számolni a forradalmi építészet kihatásait, önmagát a római császárok utódának tekintette. A politika és az építészet szerinte összetartozik, ezért aztán mindenáron új, klasszikus birodalmi stílust kezdett létrehozni, mégpedig valami egészen monumentális fényűzés bevezetésével. Végeredményben a napóleoni klasszicizmust empire stílusnak is nevezik. Elemeit a görög és a római művészet formakincséből meríti, s olykor egyiptomi motívumokat is használ. Kerüli a hajlott vonalakat, de az enteriőrművészetben szereti a gazdag aranyozást és a díszes vereteket. Általában bizonyos komolyság és ünnepélyesség jellemzi. Legszebb és leggazdagabb példái a bútorművészet, belsőépítészet és a ruházkodás területére esnek, míg az építészetben főleg antik példák másolására és átültetésére törekszik. Csakhogy ez az átültetés az egész épített környezettel összhangban történik, s ez adja meg az ampír-építészet nyugodt és fenséges hatását. (Étoile- és Carrousel-didalívek, a  Madeleine-templom Párizsban). Bonaparte Napóleon első feleségének birtokába került malmaisoni kastélyt is empire stílusban alakították át.
Tény, hogy az empire-stílust Bonaparte Napóleon császárságához köthetjük joggal, de egy stílus nem egyik napról a másikra alakul ki, a klasszicizmus (vagy neoklasszicizmus), melynek az empire stílus egyfajta betetőzése, már megjelent korábban is, ezt fedezhetjük fel a XVI. Lajos-stílusú könyvtárszobát megtekintve a versailles-i kastélyban, amely függőleges irányú vonalainak tisztaságával és a rokokó díszítmények hiányával mutatja, hogy az ízlés változása már jóval a francia forradalom előtt megindult. A másik példa a klasszicista stílusra a kis Kis-Trianon-kastély, amelyet a mai versailles-i parkban épített Jacques-Ange Gabriel még XV. Lajos francia király uralkodásának végén, s melynek egyszerű mértani formái, kiegyensúlyozott arányai a rokokó (XV. Lajos korszakának meghatározó stílusa) utáni új stílus térhódítását jelzik.
Bonaparte császárságát így a stílusváltozás megelőzi, de az empire-stílus európai elterjedése kifejezetten a napóleoni hódításokhoz köthető, ugyanakkor jóval túl is éli Napóleont az empire-stílus, főleg a bútorok és a ruházkodás területén. Napóleon bukása után a francia restauráció (XVIII. Lajos francia király és az utána következő X. Károly korának) stílusa szerves folytatása az empire-stílusnak, olyannyira, hogy szokás késő empire-nak is nevezni, miután a legjellegzetesebb napóleoni motívumok (mint pl. a méh) „kigyomlálása” után és némileg egyszerűsítve, és fokozatosan romantizálódó tartalommal gazdagítva még tovább használta az addigra elterjedt empire formákat és motívumokat.
Az empire stílusnak kiváló képviselői vannak Franciaországban, köztük Jean François Chalgrin, Jacques Gondoin, Pierre François Léonard Fontaine, Charles Percier építészek, Jacques-Louis David festő és mások. Hatása volt az empire stílusnak Európa több országában és a napóleoni idők után is.
A klasszikus egyiptomi, görög és római képzőművészet megismerését, feltárását nagyban segítette, sőt a keleti kultúra iránti érdeklődést is felkeltette az empire stílus megjelenése (is).

## A magyar építészetben
A 19. század elején Magyarországon a barokk és copf stílus már letűnt, de a klasszicizmus még nem alakult ki. Ebben az interregnumban épültek empire-stílusú épületek (főleg templomok). Ezek nagyon hasonlítanak a copf stílusú épületekre, de kicsit több bennük a klasszicizmusra utaló részlet és erősebb a monotonitás, ami például az ablakok egyforma kiképzésében ölt testet.
Jellemző példája a békéscsabai evangélikus nagytemplom vagy a székesfehérvári püspöki palota.

## Galéria

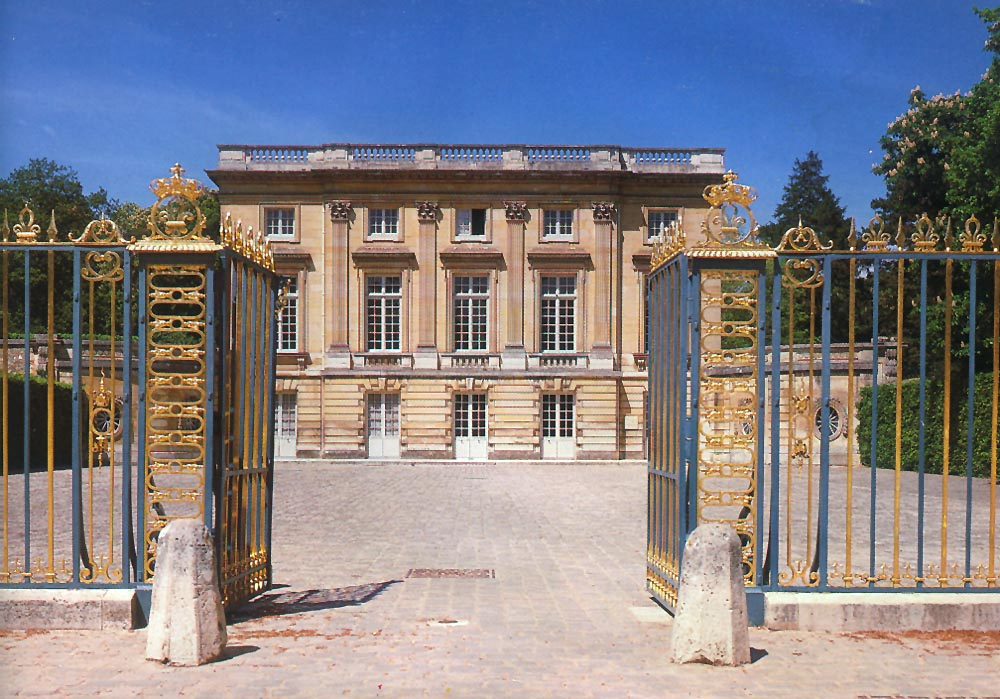
A Kis-Trianon palota, Versailles
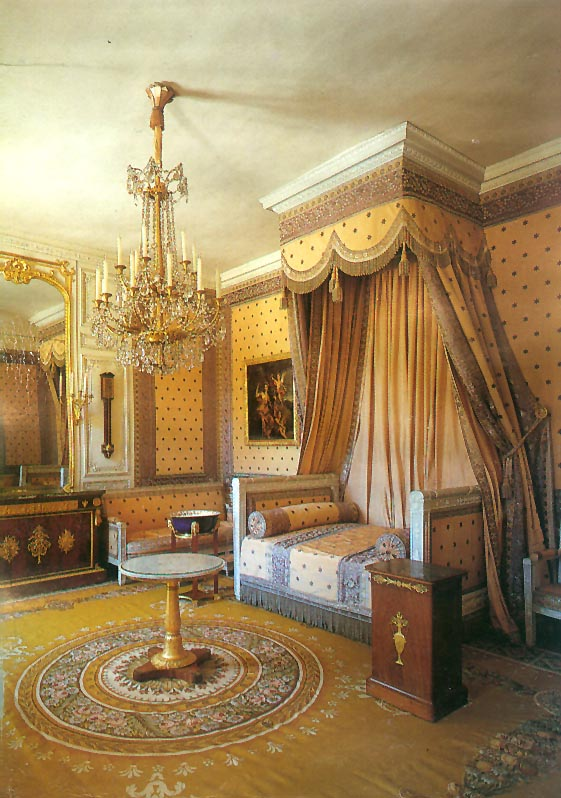
I. Napóleon szobája a Nagy-Trianon palotában
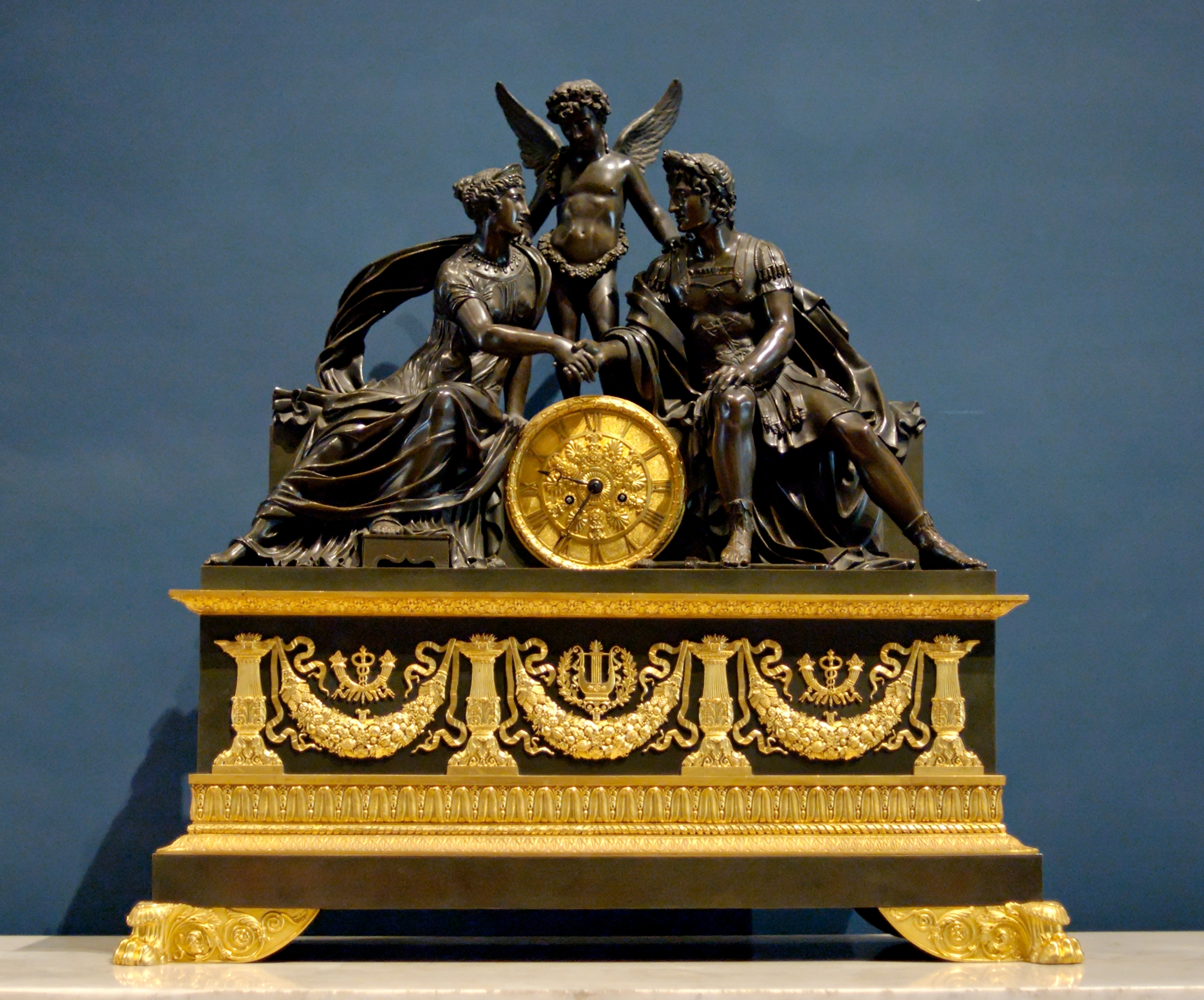
Óra, 1810